# Oxathres ornata
Oxathres ornata är en skalbaggsart som beskrevs av Monné 1976. Oxathres ornata ingår i släktet Oxathres och familjen långhorningar. Inga underarter finns listade i Catalogue of Life.